# Новопазарски санджак
Новопазарският санджак (разговорно наричан и само Санджак от 1878 г., т.е. това е областта на днешния Санджак в Сърбия и Черна гора) е османска административна единица с център Нови пазар, формирана териториално след Руско-турската война през 1878 г.
Санджакът разделя Сърбия от Черна гора.

## История
В периода от 1878 до 1908 г., санджакът е обект на експанзионистични цели от страна на Австро-Унгария, под чиято власт е де факто Босна и Херцеговина. След анексирането на Босна и Херцеговина австро-унгарската експанзия се насочва на югоизток в посока към санджака, с цел да се прекъсне комуникацията между Сърбия и Черна гора.
Днес, исторически център на областта на някогашния санджак е Нови пазар с новопазарското поле, като този район ведно с Поибрието, е в центъра на областта Стара Рашка.
В този район се е намирала и старобългарската средновековна крепост Рас.

## Градове
По важните градове в Новопазарския санджак са:
- Нови пазар
- Сеница
- Приеполе
- Нова Варош
- Прибой
- Косовска Митровица
- Плевля
- Бело поле
- Беране
- Рожайе